# Venda a descoberto
Venda a descoberto (em inglês, short-selling) é uma prática financeira que consiste na venda de um ativo ou derivativo, esperando que o preço caia para então comprá-lo de volta e lucrar com a diferença. Tal venda pode ser executada com ou sem empréstimo (através de uma corretora de valores) do ativo de um terceiro (o credor), em geral um investidor conservador, que em troca recebe uma taxa pequena, mas certa, pelo empréstimo de seu ativo.
É uma operação tradicional em mercados financeiros para lucrar em épocas de baixa, com a desvalorização e quedas de preço das ações, ou outros ativos. Após o encerramento da operação, o especulador devolve ao investidor, via corretora, as ações emprestadas. O risco dessa operação para o especulador é que o preço do ativo negociado não caia o suficiente ou suba, gerando prejuízo.

## Características
O lucro máximo teórico em uma operação deste tipo é limitado ao valor creditado no momento da venda, e o negociante somente obterá esse lucro máximo teórico quando e se o preço do ativo chegar a zero. Na prática, o capital de uma empresa é fechado e ela deixa de ser negociada em Bolsa de Valores antes que tal ocorra, e do lucro sempre são descontados os custos da operação como: corretagem, impostos, empréstimo (do ativo para a venda), eventuais - pagamento de dividendos ao locador, compra de opções (do mesmo ativo) para proteção etc.
Em relação ao prejuízo não há limite teórico, já que teoricamente não existe um teto para o preço que um ativo ou derivativo financeiro possam alcançar; podendo na teoria um negociante amargar prejuízo infinito em uma venda a descoberto. 
1
Novamente, na prática é um pouco mais complexo: embora neste tipo de operação com opções seja relativamente comum que ocorram grandes prejuízos que levem negociantes à bancarrota; mesmo no mercado de opções, tal se dá mais em função não só do desconhecimento, como também da indiferença dos negociadores em relação a conceitos básicos para sobrevivência nos mercados financeiros como incerteza, probabilidade, valor esperado - positiva e negativa (como é o caso desta prática em Opções), controle de risco e avaliação da relação risco e retorno.
Em se tratando de ações, o termo "a descoberto" no Brasil (por exemplo) é anacrônico, impreciso, já que na prática devido às regras de negociação impostas pela B3, através da CBLC para que um negociante/especulador/operador possa realizar tal operação com ações, na verdade desde o início a venda está coberta pelas garantias, em dinheiro ou ativos financeiros, exigidas para que o negociante possa efetuar a venda de ações que não possua. O montante exigido e os juros cobrados variam de ação para ação. Não há limite de tempo pelo qual o especulador possa manter-se "vendido", desde que haja liquidez para tal (locadores dispostos a emprestar o ativo ).
Críticos questionam a moralidade da prática.

## Diferença de risco entre vendas com Opções e Ações
No Brasil, em ambos os casos, tanto em opções, quanto em ações, quando as garantias exigidas já não cobrirem o montante da operação, caso esta tenha ido no sentido contrário ao pretendido/desejado pelo negociante, a mesma é encerrada pela corretora a revelia do cliente.
No caso das opções a descoberto (e qualquer venda de opções que apresente alguma forma de proteção contra prejuízos "ilimitados" já não é mais "a Descoberto"), devido à volatilidade natural destas, uma posição pode andar exponencialmente contra o operador em questão de minutos, antes que ele consiga fazer algo; 

Já em relação à ações, devido às garantias exigidas, práticas de Circuit breaker, chamadas de margem, encerramento automatico de posições sem garantias, etc; para que este prejuízo "ilimitado" ocorra, e a operação seja encerrada a sua revelia, é necessário que o operador se coloque de forma irresponsável em situação de alto risco, seja negociando um número de ações muito maior do que o aconselhável para o tamanho de sua conta e finanças, seja por se manter demasiado ausente dos mercados por urgências pessoais ou mesmo incapacitação física repentina causada por problemas de saúde ou acidente, sem ter se prevenido acertando previamente com a corretora para que tais operações sejam encerradas por uma pessoa que sirva de procurador nestes casos; ou tendo já deixado ordens de stop loss agendadas, ou ter comprado opções de compra OTM da mesma ação, em quantidade igual ou superior à das ações negociadas com stop gain ajustados, entre várias medidas possíveis de controle de risco para esta eventualidade, neste tipo de operação.

## Venda pura
Chama-se naked short selling à prática de venda a descoberto literal, ou seja, sem  ter emprestado o ativo ou sem que haja segurança de que o ativo possa ser encontrado para ser tomado de empréstimo. As regras para sua utilização variam de país para país. 

No Brasil, tal operação com Ações só é permitida no intraday. Caso o negociante não encerre tal operação até o final do pregão do mesmo dia em que a abriu e, ou não tenha garantias para emprestar as ações vendidas, ou não demonstre interesse em carregar a posição além daquele dia, ou naquele dia não haja ações do ativo negociado para serem tomadas de empréstimo na quantidade necessitada; a posição é encerrada/zerada automaticamente pela corretora ao final do pregão principal, antes do after-market. 

Já nos Estados Unidos, pelas características locais da compensação referente ao empréstimo, a exigência é que quem vendeu a descoberto empreste as ações que negociou  em até D+3 (3º dia útil após a abertura da posição), caso queira manter aberta tal posição.

## Venda de ativos tomados de empréstimo
No Brasil, no caso das corretoras que trabalham com este tipo de operação, a dinâmica é:
1) uma vez que através de seu método de negociação, o negociante tenha identificado uma Ação cujo preço esteja caindo ou possa vir a cair ainda mais, e que dentro do controle de risco por ele adotado, um determinado número de ações compatível com o tamanho de seu financeiro, se vendidas, apresentem uma relação provável de risco-retorno positiva, este calcula os respectivos Stop loss (ponto de encerramento de uma operação para manter o prejuízo em nível aceitável, caso a mesma se revele um equívoco), Break Even (ponto ao que o preço da operação tem de chegar para cobrir todos os custos da mesma) e Stop Gain (ponto de encerramento da operação, caso a mesma se mostre lucrativa);
2) No caso da operação em vista não ter previsão de encerramento para o mesmo dia e já tendo adentrado no sítio eletrônico da CBLC e checada a compatibilidade da taxa de empréstimo da ação selecionada, o especulador telefona para sua corretora de valores (ou através do Home Broker da mesma) e se certifica que há disponíveis para emprestimo, ações da companhia escolhida na quantidade desejada, e em caso positivo as empresta para executar a venda;
3) O negociante vende a ação na quantidade emprestada (como já explicado acima, no caso da operação ter previsão de encerramento para o mesmo dia, independente de resultado positivo ou negativo, os passos de números 2 e 5 são dispensáveis);
4) Uma vez atingido o Stop, seja financeiro (Loss ou Gain) ou no Tempo, o negociante encerra a operação (re)comprando as ações vendidas;
5) Em D+3 (3º dia útil após o encerramento da operação), o negociante confirma junto à corretora a devolução das ações emprestadas, já que se tal não for feito, como a devolução não é automática corre-se o risco de continuar pagando empréstimo sobre o que não se está mais usando.

## Futuros & Câmbio
No caso dos mercados Futuro e de Moedas, como não há necessidade de tomar de empréstimo os ativos financeiros, a operação é bem mais simples, bastando efetuar a venda pura dos mesmos (sem prazo limites quanto ao fechamento da operação). O operador no entanto, deverá se manter atento ao controle de risco, visto que os modelos de utilização de margens em tais mercados potencializam os prejuízos de maneira exponencial.

## Ver Também
- Especulação financeira
- Riscos do Mercado de Ações

## Leitura Adicional
- Fabozzi, Frank J. "Short Selling: Strategies, Risks and Rewards" ("Venda a Descoberto; Estratégias, Riscos e Recompensas") (em inglês) John Wiley & Sons, Inc. 2004 ISBN 0471660205
- Staley, Kathryn F. "The Art of Short Selling" ("A Arte da Venda a Descoberto") (em inglês) John Wiley & Sons, Inc. 1997